# Amílcar Barbuy
Amílcar Barbuy (Rio das Pedras, 29 maart 1893 – São Paulo, 24 augustus 1965) was een Braziliaanse voetballer en trainer. Samen met Neco was hij een van de eerste clubidolen van Corinthians.

## Biografie
Amílcar is van Italo-Braziliaanse afkomst. Hij was vanaf de oprichting van Corinthians in 1910 bij de club betrokken. Hij speelde dan ook in het team dat in 1913 voor het eerst in het Campeonato Paulista speelde. Amper een jaar later werd de club al voor het eerst kampioen. Nadat de club door problemen in 1915 niet aan de competitie kon deelnemen keerden ze wel terug in 1916 en werd hij andermaal kampioen met de club. Paulistano domineerde de competitie de volgende jaren en de volgende titels kwamen pas in 1922 en 1923.
In 1923 maakte hij de overstap naar Palestra Itália, het huidige Palmeiras. Met deze club won hij nog het Campeonato Paulista in 1926 en 1927. In 1931 trok hij naar Italië om voor Lazio speler-trainer te worden. Hij trok veel Brazilianen aan voor de club, onder andere Matturio Fabbi, Armando Del Debbio en Rato, waardoor deze de bijnaam Brasilazio kreeg. Hij was de eerste Braziliaan die voor een Italiaanse club speelde.
In 1916 werd hij al eerste speler ooit voor Corinthians opgeroepen voor het nationale elftal. Hij trad met Brazilië aan op het Zuid-Amerikaans kampioenschap. Een jaar later was hij opnieuw van de partij en scoorde in de wedstrijd tegen Chili de 4-0. In 1918 trainde hij het nationale elftal zelfs even. In 1919 kon Brazilië voor het eerst zegevieren en won de trofee, Amílcar scoorde tegen aartsrivaal Argentinië. Na twee mindere edities kon het land in 1922 opnieuw zegevieren. Hij scoorde eerst in de wedstrijd tegen Paraguay. Het land speelde eerst drie keer gelijk en in de vierde wedstrijd scoorde hij en ploegmaat Neco een goal tegen Argentinië waardoor Brazilië, Uruguay en Paraguay op de eerste plaats eindigden. Uruguay trok zich terug voor de eindstrijd omdat ze protesteerden tegen de scheidsrechters die Brazilië zouden bevoordelen. Brazilië speelde de finale tegen Paraguay en kon deze winnen en werd opnieuw kampioen.